# Saharanpur (Distrikt)
Der Distrikt Saharanpur (Hindi सहारनपुर जिला Sahāranpur Jīla, Urdu ضلع سہارنپور) ist ein Distrikt im nordindischen Bundesstaat Uttar Pradesh. Sitz der Verwaltung ist die Stadt Saharanpur. Der Distrikt gehört zur weiteren Metropolregion von Delhi (National Capital Region).
Der Distrikt liegt im äußersten Nordwesten Uttar Pradesh im oberen Doab (der Region zwischen Yamuna und Ganges) und grenzt an die Bundesstaaten Haryana und Uttarakhand.

## Geschichte
Das Gebiet des Distrikts kam 1803 im Zweiten Marathenkrieg unter die Herrschaft der Britischen Ostindien-Kompanie. Im August 1804 wurde der Distrikt Saharanpur mit Verwaltungssitz in der gleichnamigen Stadt eingerichtet. 1826 wurde der Distrikt Muzaffarnagar abgespalten und in den folgenden Jahrzehnten fanden zahlreiche interne administrative Reorganisationen statt bis der Distrikt ab 1855 in seinen Grenzen weitgehend konstant blieb. Der Distrikt war aktiv am indischen Aufstand von 1857 beteiligt. In späterer Zeit war der Distrikt auch in der Khilafatbewegung 1919–24 und der Bewegung des zivilen Ungehorsams des Indischen Nationalkongresses 1930–1934 sowie der Quit-India-Bewegung 1942 involviert.
Nach der Unabhängigkeit Indiens 1947 wurde Saharanpur ein Distrikt im Bundesstaat Uttar Pradesh. Am 28. Dezember 1988 wurde der östliche Teil als neuer Distrikt Haridwar abgetrennt.

## Bevölkerung
Die Einwohnerzahl lag bei der Volkszählung 2011 bei 3.466.382 (2011). Die Bevölkerungswachstumsrate im Zeitraum von 2001 bis 2011 betrug 19,66 %. Saharanpur hatte ein Geschlechterverhältnis von 890 Frauen pro 1000 Männer und eine Alphabetisierungsrate von 70,49 %, eine Steigerung um fast neun Prozentpunkte gegenüber dem Jahr 2001. Knapp 57 % der Bevölkerung waren Hindus und ca. 42 % Muslime.
Die Urbanisierungsrate des Distrikts betrug ca. 30,8 %. Die größte Stadt war Saharanpur mit 705.478 Einwohnern.